# Coding Dojo

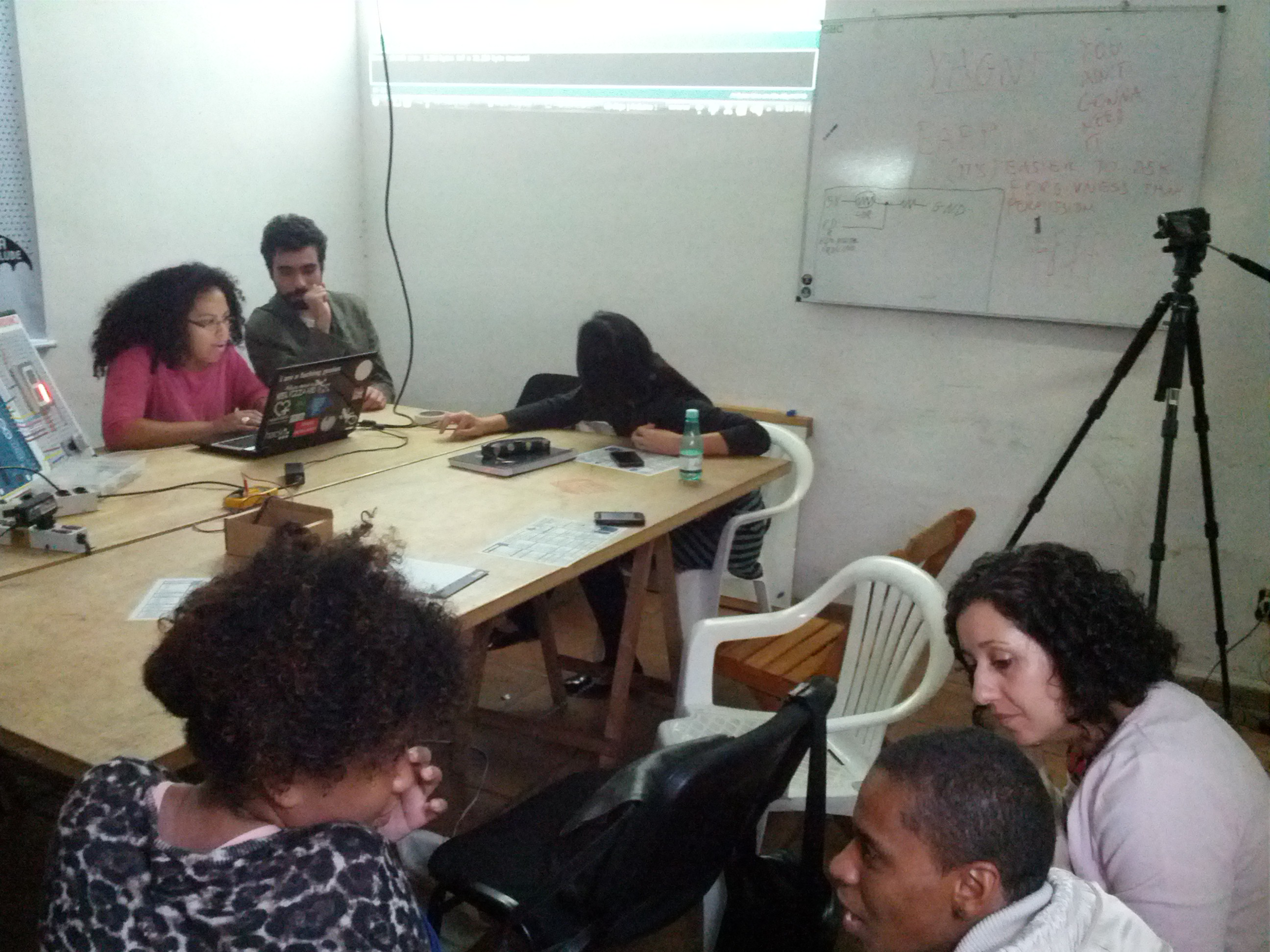
Coding Dojo no Garoa Hacker Clube

Coding Dojo é um método de aprendizagem para desenvolvimento de projetos em computação, utilizado em universidades, eventos de computação, empresas e hackerspaces.
Nessa dinâmica, todas as pessoas constroem juntas a solução, alternando a posição reflexiva da plateia com as posições mais ativas dos pilotos, construindo a partir do trabalho acumulado dos pilotos anteriores.

## Desenvolvimento
Inspirado nas práticas dos dojos de artes marciais japonesas, um Coding Dojo inicia-se tipicamente com o seguinte arranjo:
- ao menos um computador conectado a um projetor
- uma tela de projeção que todos possam ver
- um piloto, um copiloto e um mestre
- demais participantes em plateia

O mestre oferece um desafio ao grupo. O piloto, sentado ao computador, é a única pessoa que pode utilizá-lo para concluir o desafio. O copiloto permanece ao seu lado, mas somente para observar o piloto em ação e oferecer indicações. Todos os demais observam e podem discutir entre si e com o copiloto e o piloto.
Qualquer um pode ainda fazer perguntas ao mestre, mas este só pode responder com outra pergunta.
Independente do desafio ser resolvido, a cada cinco minutos o atual piloto volta à plateia, o copiloto torna-se o próximo piloto, e alguém da plateia assume como copiloto.
Por fim, a cada desafio cumprido, o mestre oferece um outro, ligeiramente mais complexo.
O dojo pode ser organizado também com apenas dois participantes, ou em grupos de dois participantes, quando não há necessidade de projetor. Também chamada programação em pares, nessa forma os participantes alternam-se nas funções de piloto e copiloto.
Uma ênfase dos dojos são os passos de bebê, garantindo que todos os participantes estejam acompanhando todo o progresso. Outra ênfase pode ser no desenvolvimento orientado a testes (Test Driven Development).